# Behlendorf
Behlendorf è un comune di 386 abitanti dello Schleswig-Holstein, in Germania.
Appartiene al circondario del ducato di Lauenburg ed è parte dell'Amt Berkenthin.

## Storia
Nel 1937 la cosiddetta "legge sulla Grande Amburgo" decretò la cessione del comune di Behlendorf del Land di Lubecca, contemporaneamente disciolto, alla Prussia.